# Броненосці берегової оборони типу «Адмірал Ушаков»
Броненосці берегової оборони типу «Адмірал Ушаков» (у російських джерелах як тип «Адмірал Сенявін» за першим кораблем що увійшов у стрій) — тип бойових кораблів Російського імператорського флоту.
Замовлені по суднобудівній програмі 1890 роки замість малих броненосців типу «Гангут»; всього в 1893—1899 роках Балтійським заводом і «Новим Адміралтейством» було побудовано три кораблі: «Адмірал Сенявін», «Адмірал Ушаков» і «Генерал-адмірал Апраксін». Заплановане будівництво четвертого — більшого — броненосця («Адмірал Бутаков») було скасовано в 1900 році.
Всі три броненосця після включення до складу ВМС служили у Практичній ескадрі і Навчально-артилерійському загоні Балтійського флоту. У лютому — травні 1905 року в складі Третьої Тихоокеанської ескадри кораблі перейшли з Балтики на Тихий океан і взяли участь в Цусімській битві. «Адмірал Ушаков» був затоплений після бою з японськими крейсерами «Івате» і «Якумо», а «Генерал-адмірал Апраксін» і «Адмірал Сенявін» здалися ворогові. У японському флоті кораблі отримали назви «Окіносіма» і «Місіма», прослуживши до 1930-х років.

## Розробка проєкту кораблів
Розробка проєкту броненосця берегової оборони (ББО) в Росії почалася в серпні 1889 за вказікою керуючого Морського міністерства віце-адмірала Чихачова. Прототипом для нього повинен був служити побудований у Франції в 1885—1889 роках грецький ББО «Ідра», який при нормальній водотоннажністі в 4810 тонн ніс три 270-мм і п'ять 150-мм гармат, мав 300-мм броньовий пояс і розвивав швидкість до 17 вузлів. Крім того, корабель не мав поступатися наявним на Балтійському морі німецьким малим броненосця типу «Зігфрід» і шведським — типу «Свеа» .
На початку вересня 1889 року Морський технічний комітет (МТК) представив два ескізних проєкту, створених під керівництвом Ераста Гуляєва. При водотоннажності в 4000 тонн кораблі повинні були нести чотири 229-мм/35 гармати в двох баштах і 229-мм броньовий пояс (вигідно відрізнявся від пояса «Ідри» більшою шириною), розвиваючи швидкість до 15 вузлів. Проекти були розглянуті керуючим і рекомендовані для подальшої розробки  .